# S Coronae Australis
S Coronae Australis är en eruptiv variabel av T Tauri-typ (INT) i stjärnbilden Södra kronan.
Stjärnan varierar mellan visuell magnitud +10,49 och 13,2 utan någon fastställd periodicitet.